# Aberdeen (Skócia)
Aberdeen (skót gaelül: Obar Dheathain, scotsul: Aiberdeen) Skócia harmadik legnépesebb városa Glasgow és Edinburgh után. A város egyben Skócia 32 tanácsi területének egyike is.
A Skócia északkeleti részén fekvő város hosszú, homokos tengerparttal rendelkezik. Két egyeteme van, az Aberdeeni Egyetem és a Robert Gordon Egyetem. A város gazdaságának motorját az olajipar adja, ami az északi-tengeri olajkitermelésen alapszik.

## Aberdeeni Tudományos Laboratórium
Aberdeeni Tudományos Laboratórium azaz Aberdeen Scientific Services Laboratory (ASSL) átfogó vizsgálatokat és szolgáltatásokat nyújt  a helyi hatóságoknak, magánvállalkozóknak és a nyilvánosságnak. A laboratórium a város közepén fekszik. Itt vizsgálják meg az ivóvizet, az élelmiszereket, és foglalkoznak mikrobiologiával is.

## Látnivalók
1885-ben megnyitott, Aberdeen Art Gallery egyike a város legnépszerűbb turisztikai látványosságainak. Fontos látnivaló még az Aberdeeni régészeti osztály is.

## Testvérvárosok
- Németország, Regensburg (1955)
- Franciaország, Clermont-Ferrand (1983)
- Zimbabwe, Bulawayo (1986)
- Norvégia, Stavanger (1990)
- Fehéroroszország, Homel (1990)